# Історія Каїру

## Іуну
Першим містом, заснованим на території сучасного Каїру був Іуну, або Геліополь (дав.-гр. Ἡλιούπολις,) одне з найбільших і найважливіших міст стародавнього Єгипту. Час його заснування невідомий, швидше за все — XXXI-XXIX ст. до н. е. Найдавніший храм, присвячений богу Атуму, центром вшанування якого був Іуну, датується XXVIII ст. до н. е. Мешканці міста також вшановували камінь Бен-Бен (перша ділянка суходолу, створеного богом), священний стовп Іуну, дерево Ішед, на ли́сті якого боги записували імена усіх єгипетських фараонів, птаха Бенну і чорного бика Мневіса.
Фараон Джосер (2690 — 2670 рр. до н. е.) відзначився в Іуні будівництвом невеличкого храму з необпаленої цегли. За часів V династії місто стає фактичною столицею Єгипту. За XII династії на місці старого храму було збудоване величезне святилище Сонця, прикрашене Сенусертом I (1956 — 1911 рр. до н. е.) двома обелісками з червоного граніту — цілком можливо, що саме за їхнім зразком надалі будували обеліски в усьому Єгипті. У 1433 р. до н. е. храм був відновлений і реконструйований Тутмосом III (1479 — 1425 рр. до н. е.) Ще один храм був збудований Аменхотепом III (1388 — 1351 рр. до н. е.). Його син Аменхотеп IV (Ехнатон) певний час намагався спиратися на геліопольских жерців в проведенні своїх реформ (у цей час в місті був зведений храм Ведж-Атон), але його нововведення не були сприйняті і невдовзі після смерті фараона були скасовані.
Іун був улюбленою резиденцією Сеті I (1290 — 1279 рр. до н. е.), свій храм збудував у місті Рамзес II. Мернептах (1212 — 1202 рр. до н. е.) встановив в Іуні тріумфальну колону із скульптурою на горі, що розповідала про перемоги фараона над лівійцями і «народами моря». Рамсес III (1185 — 1153 рр. до н. э.), встановив у місті величезні скульптури Атума и збудував храм богині Тефнут. Сама будівля була зведена з граніту, а бронзові двері були оздоблені золотом. Псамметих I встановив в Іуні статую сфінкса. В місті знаходився славнозвісний «ніломір», який визначав рівень повеней Нілу.

## Вавилон Єгипетський
В 525 році до н. е. цар Камбіс приєднує Єгипет до Персії. За деякими даними перський володар частково зруйнував Геліополь. Водночас саме він, або ж Дарій І Великий побудував на південь від Іуну нове місто під назвою Пер-Хапі-н-Іуну («дім Нілу біля Іуну»), покликане контролювати переправу через Ніл на півшляху між Іуном і Мемфісом. Біля Пер-Хапі закінчувався і збудований персами канал, що з'єднував Ніл з Червоним морем. З невідомих причин, можливо завдяки заселенню міста вихідцями з Месопотамії, місто згодом отримує й іншу назву — Вавилон (дав.-гр. Βαβυλών) або ж Вавилон Єгипетський.
За часів персів Іун залишається впливовим релігійним і науковим центром Єгипту і усього Східного Середземномор'я. За деякими даними в місті певний час жили Солон і Піфагор, Іун відвідував Платон. Зупинився в місті під час завоювання Єгипту (332 р. до н. е.) і Александр Великий. Його наступник і засновник нової єгипетської держави Птоломей І саме верховному геліопольському жерцю Манефону доручив укладання першої історії Єгипту.
З приєднанням країни до Риму (остаточно у 30 р. до н. е.) Геліополь занепадає. Деякі його пам'ятки вивозяться до Італії. Натомість роль Вавилона посилюється. В ньому розташовують три «єгипетських» легіони. Імператор Траян (98-117) перетворює місто на майже неприступну фортецю. Її оборонні споруди модернізує імператор Аркадій (395–408). За візантійських часів Вавилон перетворюється на фактичну столицю «внутрішнього Єгипту», хоча, звичайно конкурувати з Александрією йому було не під силу.

## Фустат
В 639 р. в Єгипті з'являються араби на чолі з Амр ібн аль-Асом. У битві біля руїн Геліополя (640) візантійці завдають їм поразки, але вигнати з країни вже не можуть. Амр ібн аль-Ас бере в облогу Вавилон і 641 р. гарнізон фортеці капітулює. Зрозумівши безперспективність спротиву, візантійці самі змушені забратися з Єгипту.
Того ж року на місці свого табору на північ від Вавилона Амр засновує нове місто Фустат (араб. الفسطاط, в перекладі — «намет»), який швидко перетворюється на столицю єгипетських володінь халіфа. В місті будується мечеть — перша в Африці, що й досі носить ім'я Амра. Християни продовжують мешкати у Вавилоні, що поступово зливається з Фустатом. Існував у Фустаті і єврейський квартал.
Забудовувалось місто хаотично, житлові будинки, зведені без жодного плану, просто скупчувалися навколо мечеті і резиденції намісника. Тож епідемії і пожежі одразу охоплювали мало не все місто.

## АскаріКаттай
У 750 році Омеядів змінюють халіфи з династії Аббасидів. Одразу після цього в Єгипті, на північ від Фустата будують нову резиденцію єгипетського намісника Салеха ібн Алі — місто Аскар (араб. العسكر, в перекладі -«військовий табір»).
У 868 тюрк Ахмед ібн-Тулун, син раба, який врешті став намісником не лише Єгипта, але й Сирії, оголошує себе цілком незалежним володарем. У 870 р. поруч із Аскаром він будує свою власну столицю, гідну самостійної держави, яка отримала назву Каттай (араб. لقطائـع, в перекладі — «квартал») Його палаци і сади мали змагатися із Дамаском і Багдадом. Посеред міста Тулун будує величезну мечеть, що більше нагадувала фортецю. Навколо Каттая будуються високі мури і захисний вал, — на випадок, якщо халіфи спробують повернути Єгипет під свою владу.
Обороні споруди не допомогли. Вже після смерті Тулуна, у 905 році Аббасиди повернулися. Аби провчити інших, Каттай зрівнюють із землею, залишаючи непошкодженою лише мечеть Тулуна. Резиденцію намісників повертають до Фустата, що на той час включив в себе і Аскар, і Вавилон.
Проте вже в 935 халіф змушений був визнати іншого тюрка, Мухаммад ібн Тугджа «іхшидом» і дозволив йому перетворити Єгипет на напівсамостійну «буферну» державу. Вона мала стримувати шиїтську династію Фатимідів, які на той час захопили Магриб. Проте Фатиміди виявилися сильнішими і в 969 один з їхніх полководців — Джаухар аль-Сікілі — захопив Єгипет разом із Фустатом.

## Доба Фатимідів
У тому ж 969 р. Джаухар збудував нову столицю держави Фатимідів — ще північніше Фустата — під назвою Мансурія (араб. المنصوريه, в перекладі — «звитяжна»). Халіф аль-Муїзз, який перевів свою столицю з Махдії до Мансурії у 973 році, перейменував місто на Маср Аль-Кахіра, (араб. مصرالقاهرة, в перекладі — «переможець Єгипту»). Місто було оголошено «закритим», навколо нього були зведені високі мури з п'ятьма воротами, а від Фустата Аль-Кахіру відділяла смуга порожньої землі. В місті знаходилися резиденція імама, дві мечеті, зокрема славнозвісна аль-Азхар, яка перетворилася згодом на ісламський університет, палаци, казарми і іподром. Особливі квартали призначалися для військовиків, які набиралися переважно з темношкірих суданців і тюрків, і для греків-християн, з яких значною мірою комплектувався за Фатимідів адміністративний апарат. Муїзз перетворив ближчий до Аль-Кахіри митний пост аль-Макс (що стояв на «каналі фараонів») на столичний порт і частково перебрав на його користь митні і портові збори, за рахунок яких жив сусідній Фустат.
Халіф Азіз перебудував на свій смак палац батька, який відтоді отримав назву Східного, звів новий, Західний палац, утворивши принагідно площу Бейн аль-Касрейн, павільйон Люлі, кілька мечетей і мостів. Муїзз і Азіз не переслідували ані сунітів, ані євреїв, ані християн, які отримували високі державні посади.
З іменем халіфа Хакима (996–1021) пов'язують спробу радикальної і водночас доволі екстравагантної зміни політики Фатимідів. Хаким цікавився поезією і астрономією, Ібн Юнус за його дорученням склав славнозвісні Хакимітські астрономічні таблиці. Халіф завершивши будівництво аль-Азхар і мечеті, що отримала його ім'я. Оголосивши рівність між шиїтами і сунітами, заснувавши Дар аль-Хікма, де, за свідченням сучасників, велися цілоком вільні дискусії, від підданих він вимагав суворого дотримання релігійних заборон. Він заборонив торгівлю пивом і вином, вирубував виноградники, конфіскував і знищив усі запаси меду. Під заборону потрапила торгівля улюбленими стравами єгиптян і очищеною рибою. Порушникам цього наказу відрубували голови. За дякими даними, халіф взагалі вимагав від торгівців не торгувати вдень (можливо, малося на увазі лише найспекотніший час) і розпорядився знищити в Аль-Кахірі усіх собак. Жінкам було заборонено виходити на вулицю, але при цьому халіф вимагав від чоловіків мати лише одну дружину. Халіф намагався скасувати рабство — як мусульман, так і тих, що сповідували інші релігії. Водночас, обурений «засиллям» християн в урядових структурах, Хаким спочатку почав звільняти їх з державної служби, потім — вимагати від них публічно позначати своє віросповідання, а згодом — забороняти відзначати їм свої свята та руйнувати або ж передавати конкуруючим конфесіям церкви, зокрема і в столиці. Екстравагантні заходи володаря пояснювали впливом на нього його радника — перса Даразі. Згодом, щоправда халіф віддалив його від себе і політика стала поміркованішою. Втім врешті решт у 1021 р. за загадкових обставин Хаким зник.
За часів Мустансира (1036–1094) Аль-Кахіра і Фустат переживають як найвищий злет, так і падіння. На початку правління Мустансира іноземців вражало багатство самого халіфа і багатьох його підданих, влаштованість міського життя — адже в цей час в будинках були вже водогони і каналізація. Проте намагання халіфа утримувати низькі ціни на хліб викликали невдоволення торговців, які підбили на повстання найманців-тюрок. Його жертвою мало не став сам Мустансир. Неврожаї 1066–1072 рр. Призвели до голоду і спалаху епідемій. Лише запрошення до столиці у 1074 р. колишнього намісника Дамаска і Акки Бадра аль-Гамалі дозволило виправити становище. Сирійські вояки знищили усіх найманців-тюрків, Бадр відновив постачання хліба міським мешканцям, відновив і розширив мури Аль-Кахіри, збудувавши замість цегляних — кам'яні ворота — Баб аз-Зувейла, Баб аль-Кутух і Баб Ан-Наср.
Оборону столиці здійснювали зокрема і з огляду на загрозу нападу Сельджуків, які у цей час відвоювали у Фатимідів Сирію і Палестину. Проте султанат Сельджуків розпався, а Палестину захопили хрестоносці. В 1163 р. турки і лицарі одночасно напали на Єгипет. Халіф Адід уклав мир з хрестоносцями і вони залишили країну. Але ненадовго — у 1168 р. повернулися. Союзники хрестоносців всередині Єгипту влаштували пожежу у Фустаті, яка практично знищила місто. Халіф звернувся по допомогу до турецького султана Нур ад-Діна. Той відправив до Єгипту свого полководця Ширкуха, якого Адід призначив великим візиром. Проте Ширкух невдовзі помер і його місце зайняв його небіж Салах ад-Дін.

## Аюбіди і мамлюки
Після смерті Адіда в 1171 р. Салах ад-Дін проголосив себе султаном, повернув сунітському віросповіданню статус офіційної релігії і «відкрив» Аль-Кахіру, дозволивши селитися в ній та навколо мешканцям Фустату, які після пожежі залишилися без даху над головою. З 1176 він розгорнув будівництво нових міських мурів, які нарешті об'єднали Фустат, Аль-Кахіру, аль-Макс і засновану султаном цитадель на горі Мукаттам в єдине місто, яке від фатимідської столиці успадкувало назву Каїр.